# Georg Detharding
Georg Detharding, född 13 maj 1671 i Stralsund, död 19 oktober 1747 i Köpenhamn, var en tysk läkare.
Detharding tillhörde en familj, i vilken det fanns många läkare, och han var själv läkarson. Han studerade medicin i Rostock och därefter vid flera andra universitet, varpå han promoverades till medicine doktor vid Altdorfs universitet 1695. Året därpå blev han professor i medicin och matematik i Rostock, en befattning som han innehade i 35 år, och han var rektor för universitetet under fyra perioder.
År 1732 utnämndes han till professor vid Köpenhamns universitet, en befattning vilken han tillträdde året därpå och behöll till sin död. Han var 62 år då han kom till Köpenhamn och var helt oförmögen att höja universitetets anseende. Det var även mycket illa ställt med den medicinska fakulteten, då man efter Köpenhamns stadsbrand 1728 inte ens hade en anatomikammare. Denna brist avhjälpte dock Detharding 1740, då han tillfälligt lade ut pengar till inrättandet av en dylik.
För övrigt vinnlade han sig inte om några särskilda förtjänster; han var förvisso en mycket flitig författare och utgav en utomordentligt stor mängd skrifter, särskilt disputationer, men var en typisk representant för den skolastiska medicinen och värdet av hans skrifter är mycket ringa. Han kunde knappast hävda det anseende som han tidigare hade vunnit utanför Danmark.